# Rock en español: lo mejor de Cuca
Rock en Español: Lo Mejor de Cuca es el tercer álbum recopilatorio de Cuca, este pertenece a la colección Rock en Español donde también se incluyen otros grupos como La Lupita.

## Lista de canciones
1. Cara de pizza
2. Insecticida al suicida
3. El mamón de la pistola
4. Todo con exceso
5. La balada
6. El Son del dolor
7. Mala racha
8. Mi cabeza
9. La pucha asesina
10. Sálvame
11. Alcohol y rocanrol
12. Implacable
13. D.D.T.T.V
14. Don Goyo
15. Puro camote
16. No me filosofoques
17. Acariciando
18. Toma
19. Responde
20. Ninfofan
21. Hijo del lechero

- Datos: Q7354801